# 494 (tal)
494 är det naturliga talet som följer 493 och som följs av 495.

## Inom vetenskapen
- 494 Virtus, en asteroid.

## Inom matematiken
- 494 är ett jämnt tal.
- 494 är ett sammansatt tal.
- 494 är ett sfeniskt tal.
- 494 är ett palindromtal i det decimala talsystemet.